# Tange Kenzo
Tange Kenzo (丹下 健三 (Đan Hạ Kiện Tam) Tange Kenzō, 4 tháng 9 năm 1913 – 22 tháng 3 năm 2005) là một kiến trúc sư người Nhật. Ông được coi là một trong số những người làm nên bộ mặt của kiến trúc thế kỉ 20.

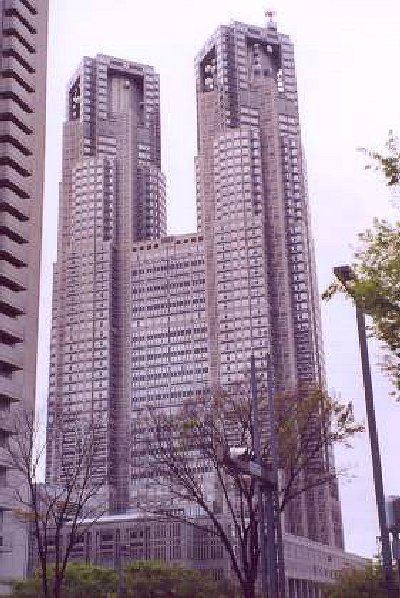
Tòa thị chính Tokyo, khu Shinjuku, Tokyo, Nhật Bản

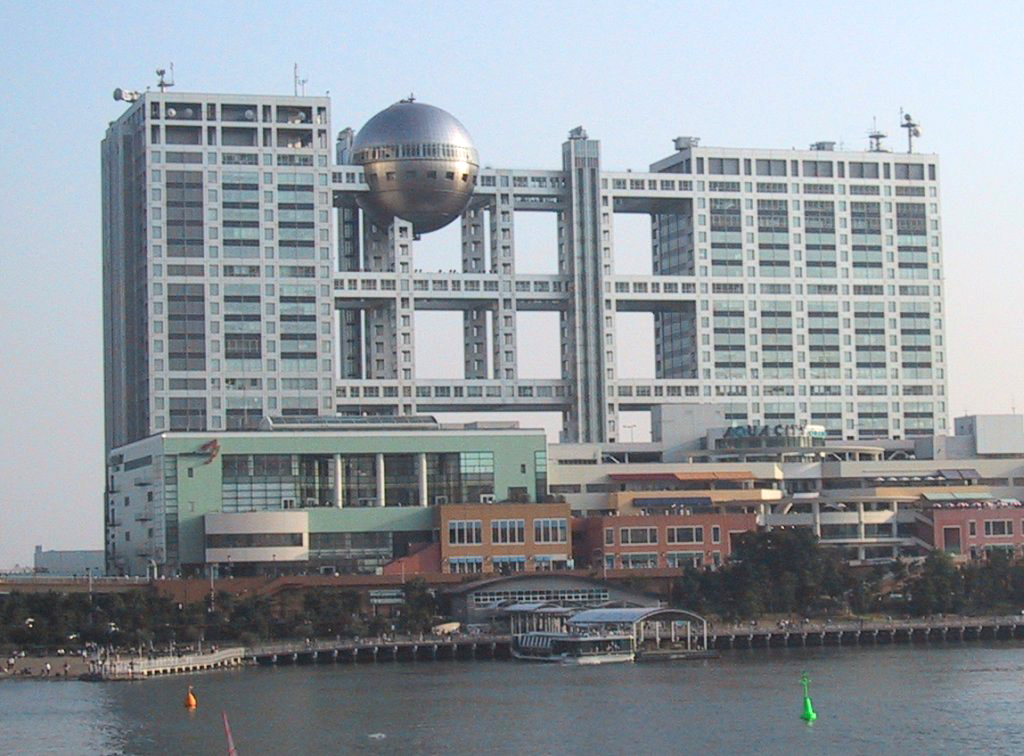
Trụ sở hãng truyền hình Fuji ở Odaiba

Tange sinh ra tại một làng quê nhỏ tại Imabari, đảo Shikoku, Nhật Bản. Bị quyến rũ bởi những bản vẽ của Le Corbusier, ông theo học khoa kiến trúc, Đại học Tokyo. Năm 1946, Tange trở thành trợ lý giáo sư tại Đại học Tokyo và thành lập xưởng thực nghiệm Tange. Trong số những sinh viên của ông có Maki Fumihiko, Kamiya Koji, Isozaki Arata, Kurokawa Kisho và Taneo Oki. Năm 1951, Tange thắng cuộc thi tái thiết thành phố Hiroshima. Công trình công viên Hòa bình và Trung tâm là biểu tượng cho sự hòa bình lâu dài của thành phố. Năm 1959, ông hoàn thành luận án tiến sĩ với đề tài "Cấu trúc không gian một đô thị lớn", một diễn giải cho cấu trúc đô thị dựa trên nền tảng của lộ trình giao hoán của con người từ nhà đến nơi làm việc và ngược lại.
Dự án Vịnh Tokyo 1960 của nhóm Tange là một câu trả lời hợp lý cho các vấn đề trên, thông qua việc xem xét bản chất tự nhiên của cấu trúc đô thị, từ đó cho phép phát triển và thay đổi. Đồ án này nhận được sự quan tâm trên toàn thế giới, với những ý tưởng mới về việc phát triển đô thị trên mặt vịnh Tokyo, cùng với việc sử dụng các cầu, các đảo nhân tạo, các bãi đỗ xe nổi... Tất cả được tích hợp trong một cấu trúc hạ tầng khổng lồ với các đối tượng là các modun cài cắm (plug-in). Đồ án "Vịnh Tokyo 1960" được xem là một mẫu mực điển hình cho sự phát triển của học thuyết Siêu cấu trúc giai đoạn đó (Megastructure) và được coi là đồ án kinh điển của chủ nghĩa không tưởng.
Năm 1961, Tange Kenzo thắng giải trong cuộc thi thiết kế sân vận động Quốc gia Yoyogi cho Thế vận hội Mùa hè 1964 tại Tokyo. Công trình này được coi là một trong số những công trình đẹp nhất thế kỉ 20.
Phong cách kiến trúc của ông là sự pha trộn hài hòa giữa kiến trúc hiện đại và kiến trúc cổ truyền Nhật Bản. Ông là giáo sư thỉnh giảng của nhiều trường đại học Âu - Mỹ như Viện Công nghệ Massachusetts (Massachusetts Institute of Technology), Đại học Yale, Đại học Princeton, Đại học Harvard, Học viện kỹ thuật Illinois (Illinois Institute of Technology), Đại học California tại Berkeley, Đại học Alabama, Đại học Toronto...
Với những cống hiến của mình, ông được tặng thưởng giải thưởng Pritzker vào năm 1987.

## Công trình nổi tiếng

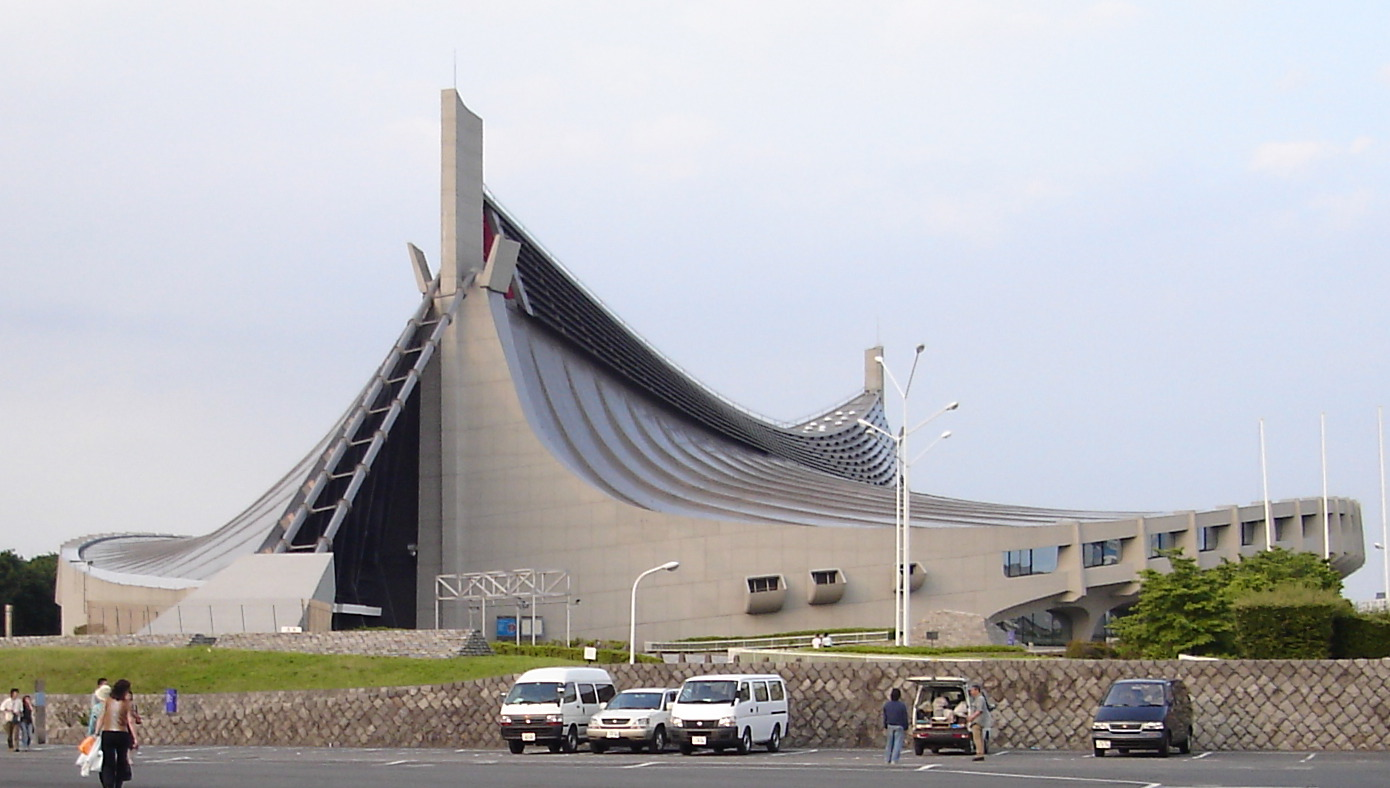
Sân vận động Yoyogi thuộc quần thể Cung thể thao Olympic ở Tokyo. Nhà thi đấu có sức chứa được 15.000 người. Bộ phận chịu lực chính của công trình là hai trụ bê tông lớn, được nối liền bằng hệ thống thép ống rất khỏe tạo thành xương sống đỡ toàn bộ mái nhà

- Công viên tưởng niệm Hòa bình, Hiroshima
- Nhà thờ St. Mary, Tokyo
- Tòa thị chính siêu đô thị Tokyo
- Quần thể Cung thể thao Olympic, Tokyo
- Tổng mặt bằng Expo '70, Suita, Osaka
- Hanae Mori, Aoyama, Tokyo
- Hãng truyền hình Fuji, Odaiba, Tokyo
- Vòm Tokyo
- Đại học kĩ thuật Nam Dương, Singapore
- Trung học Hoa Kiều quốc tế, Singapore
- Sân vận động Quốc gia Yoyogi, Tokyo